# Pünkelchen
Pünkelchen (niederländisch: Pinkeltje), eine Figur aus der gleichnamigen Kinderbuchreihe des niederländischen Autors Dick Laan, ist ein Zwerg mit einem grauen (in den Originalbüchern: weißen) Bart und einer
Zipfelmütze. Obwohl Pünkelchen etwa so groß wie der kleine Finger an einer Kinderhand ist – was im niederländischen Namen auch aufgrund nl. pink (dt. „kleiner Finger“) anklingt, jedoch bei der deutschen Übersetzung verloren geht –, gehört Pünkelchen nicht den Klabautern an. Pünkelchen versteht die Sprache der Tiere, kennt ihre Vorlieben beim Futter und kennt ihre Sorgen und Nöte.

## Entwicklung
Zwischen 1939 und 1977 sind insgesamt 29 verschiedene niederländische Pünkelchen-Bücher erschienen, davon die letzten vier nach dem Tod des Autors; in Deutschland sind zwischen 1955 und 1976 im Herold-Verlag (Stuttgart) 16 Bände mit den Geschichten sowie das Pünkelchen-Bilderbuch erschienen. Im Lauf der (Original-)Buchserie entwickelte sich Pünkelchen mehr und mehr: hatten sich die frühen Pünkelchen-Geschichten hauptsächlich um (i. d. R. banalere) Abenteuer im Großen Haus gehandelt, so lag der Schwerpunkt nun auf Schwierigkeiten in seinem Heimatland Nirgendwo (im Original: Pinkeltjesland). In den zuletzt erschienenen Pünkelchen-Büchern verwandelt sich die Figur in einen Detektiv und löst einige Kriminalfälle.
Obwohl Pünkelchen normalerweise stets hilfsbereit und freundlich zu jedem ist, so vertraut es sich nie Menschen an, da es ihnen gegenüber immer misstrauisch ist; eine große Ausnahme bildet Dick Laan selbst, dem Pünkelchen seine Abenteuer erzählt (was auch im Spielfilm verarbeitet wurde; dazu siehe weiter unten). Als Pünkelchen sich einmal im Sack von Knecht Ruprecht wiederfand, erkannte es, dass es auch den Nikolaus zu den vertrauenswürdigen Menschen zählen kann.
In der wöchentlich erscheinenden niederländischen Frauenzeitung Libelle sind 211 kleine Episoden erschienen, in welchen Pünkelchen viele Abenteuer mit seinen Freunden erlebt. Die zugehörigen Zeichnungen dazu lieferte die niederländische Illustratorin Dagmar Stam. Außer den Libelle-Episoden erschienen auch Pünkelchen-Lesebücher, in denen die Figur auf Reisen geht (und dabei das Land Nirgendwo verlässt). In diesen Büchern, die von Rein van Looy illustriert wurden, lernt der (kindliche) Leser auch Pünkelchens Frau kennen (im Original: Pinkelotje, auch eine der zwei Hauptrollen
im Spielfilm).
1978 erschien ein – nur in der niederländischen Originalfassung verfügbarer – 88-minütiger Spielfilm (Drehbuch und Regie: Harrie Geelen; Musik: Joop Stokkermans) mit Aart Staartjes als Pünkelchen, der niederländischen Schauspielerin und Sängerin Wieteke van Dort als Pünkelchens Frau (orig.: Pinkelotje) und weiteren Schauspielern wie Will van Selst (Originalrolle: „Prins Pinkelbert“), Emmy Lopes Dias („Pinkeldame Akeleitje“), Lex Goudsmit („Pinkelbaron Krikhaer“) und – in der Rolle des Autors Dick Laan – Bob de Lange, der einige Monate nach Veröffentlichung des Spielfilmes verstarb. Es existiert außerdem eine 55-minütige niederländische Hörspielfassung von Philips (Lizenzausgabe durch Almere Projects B.V.)

## Weitere Charaktere
Pünkelchen hat mehrere Freunde:
- die Mäuse Knabbelchen, Graufellchen, Blankauge und Langschwänzchen
- den Dackel Wackelschwanz
- den Kater Schnurrebart
- die freche Krähe Wippsteert
- die Spinne Silberfädchen
- die Fliege Brummerchen
- die Wespe Steckelbein
- das Eichhörnchen Knackzähnchen
- den Frosch Quix Quax Fridolin Grünpfot
- den Maulwurf Paul Grabpfötchen
- das Glühwürmchen Goldlämpchen
- die Biene Sabine Honigschnut
- Susi, Papa und Mama Maus
- den Wolkenmann Wolkewittchen

## In Deutsch erschienene Titel
- Pünkelchens Abenteuer (1955)
- Pünkelchen und seine Freunde (1956, Neuauflage 2016[1])
- Pünkelchen auf Reisen (1956)
- Pünkelchen im Zoo (1957, Neuauflagen 1987[2], 2019[3])
- Pünkelchen in Afrika (1958, Neuauflage 2010[4])
- Pünkelchen und der Karfunkelstein (1959)
- Pünkelchen sucht den Sandmann (1960)
- Das Pünkelchen-Bilderbuch (1960)
- Pünkelchen und Wolkewittchen (1961)
- Pünkelchen als Perlentaucher (1962)
- Pünkelchens Reise zum Mond (1963)
- Pünkelchen in der kleinen Stadt (1965)
- Du hast gut lachen Pünkelchen (1966)
- Pünkelchen und die Autorakete (1970)
- Pünkelchen am Nordpol (1972[5])
- Pünkelchen und der Kinderzirkus (1975)
- Pünkelchen und die Spitznasen (1979[6])

## Deutsche Hörspielfassungen
Von Karussell:
- Pünkelchens Abenteuer Folge 1
- Pünkelchens Abenteuer Folge 2 (1967)
- Pünkelchen und Wolkewittchen (1972)
- Pünkelchen im Zoo (1976)
- Pünkelchen auf Reisen (1977)
- Pünkelchen sucht den Sandmann

Von Fontana:
- Pünkelchen auf Reisen
- Pünkelchen und Wolkewittchen

Von Philips:
- (Folge 1) Pünkelchens Abenteuer mit dem Wind und dem Frosch – Pünkelchens Abenteuer mit dem Maulwurf (1967)
- (Folge 2) Pünkelchens Abenteuer mit der Biene Honigschnut und Susi Maus – Pünkelchens Abenteuer mit den drolligen Mäusen (1968)
- Pünkelchen sucht den Sandmann (1969)
- Pünkelchen und Wolkewittchen (1972)